# 중앙에콰토리아주

중앙에콰토리아 주의 위치

중앙에콰토리아주(영어: Central Equatoria)는 남수단을 구성하는 10개 주 가운데 하나로, 남수단 남부에 위치한다. 주도는 주바(남수단의 수도이기도 함)이며 인구는 2,500,626명(2006년 기준), 면적은 22,956km2이다.

## 같이 보기
- 에콰토리아 지방